# جوزيف سالاس
جوزيف سالاس (بالإنجليزية: Joseph Salas)‏ (28 ديسمبر 1903 – 11 يونيو 1987) هو ملاكم أمريكي راحل، مثّل بلاده في الألعاب الأولمبية الصيفية 1924.

## روابط خارجية
جوزيف سالاس على موقع بوكس ريك (الإنجليزية) (registration required)
- جوزيف سالاس على موقع أوليمبيديا (الإنجليزية)